# Лечебный цигун
Лечебный цигун  — отдельное направление общей китайской гимнастики цигун, которая включает в себя физические, энергетические, ментальные китайские практики для лечения организма от всевозможных болезней, поддержания здоровья и достижения долголетия. Включает в себя множество различных комплексов из разных времен китайской истории, использует медитации, гимнастические упражнения, достижения глубокого осознания процессов, происходящих в теле человека, снятия телесных и психоэмоциональных зажимов, успокоения сознания, эмоций, освобождения от внутреннего диалога и проблем, и многое другое. Используется для достижения релаксации и альтернативного лечения при стрессовых состояниях и болезнях человека, для достижения общей гармонизации и внутреннего равновесия человека как организма и сущности, улучшения иммунной системы, настройки и улучшения работы органов тела человека и их систем в целом.

## Этимология
Цигун — русская форма термина, образованного соединением двух китайских иероглифов: ци (氣) и гун (功). Словарное определение слова «ци» обычно дает смысл «дыхание», «воздух», «газ» и «пар», но оно также может быть использовано в контексте при описании отношений между материей, энергией и духом. Определение слова «гун» (功) даёт смысл «сила», «власть», а также «достижения» и «результаты» деятельности, работы. Иероглифы объединяются для описания систем и методов «взращивания энергии» и манипулирования собственной энергией в организме.
Словарь русского языка Российской академии наук под редакцией В. В. Лопатина определяет слово «Цигун» как склоняемое.
Лечебный цигун — поднаправление цигуна, комплекс практик и систем, направленных на лечение тела человека и поддержание здоровья и долголетия.

## Практики
Есть множество практик лечебного цигуна, происходящих из различных потребностей, взаимоотношений, этики общения в китайском обществе. В традиционном китайском обществе лечебный цигун используется для профилактических и медицинских целей. В практиках боевых искусств Китая цигун считается важным неотъемлемым компонентом физической и психоэмоциональной подготовки, существенно повышающей возможности человека. Например, цигун входят как обязательная система комплексов для китайской олимпийской сборной, а также активно используется в разных видах спорта как уникальный инструмент достижения нужного состояния. Различные религиозные организации Китая, например, как даосская и буддийская традиции, используют цигун в качестве части медитативной практики. Конфуцианство использует практики цигун для улучшения моральных качеств своих последователей.
Лечебный цигун включает в себя несколько форм лечения и обучения практикам: статические комплексы, динамические практики, медитации и практики с использованием различных предметов. Каждая практика использует определённые правила дыхания, для ускорения получения нужного результата. Статические комплексы лечебного цигун требуют от практикующего спокойствия ума, сознания, тела, расслабленности и слежения за положением тела. Динамическая практика лечебного цигун состоит из специальных движений и использует упражнения, например Тайцзицюань.
Медитативная практика как правило состоит из визуализаций или сосредоточения осознанного внимания на различных  звуках, образах, идеях, понятиях, используя различные модели дыхания.

## Комплексы лечебного цигуна
Этот вид цигуна создали, в основном, народные целители. Специальные упражнения разрабатывались в основном для улучшения циркуляции ци (энергии) в конкретных каналах (меридианах) для излечения различных заболеваний. Лечебный цигун преимущественно ставит перед собой цели укрепления здоровья, профилактики заболеваний, лечения болезней, достижения долголетия.
К медицинскому цигуну относятся многие комплексы:
1. Свая, она же Чжан Чжуан, она же позиция дерева, оно же столбовое стояние.
2. Бадуань Цзинь или Восемь кусков парчи.
3. И Цзинь Цзин или Преобразование мышц и сухожилий.
4. Энергетические шары или Сюань-Юань-Нэйгун.
5. Игры пяти зверей.
6. «6 волшебных звуков» («6 целительных звуков») или Лю Цзы Сюэ.
7. Чжунхэ Цигун.
8. Син Шэн Чжуань.
9. Даоинь яншен гун (Daoyin Yangsheng Gong).
10. Цигун Чань Ми Гун

и многие другие.
Каждый из комплексов представляет собой систему упражнений, оздоровительные гимнастики, распрямляющие и вытягивающие позвоночник, воздействующие на суставы тела через правильное расслабление, усиление потока энергии ци через различные органы человека или все тело в целом, растяжение сухожилий, укрепление костной ткани и многое другое.
Данные практики лечебного цигун позволяют не только развивать тело человека, но и, что немаловажно, совершенствоваться духовно, поскольку положительно влияют на нервную систему человека, делают его более спокойным и уравновешенным. В Китае медицина уверена, что плохой человек не может быть здоровым, поскольку наблюдениями и опытом получили прямую связь между мыслями, поступками и образом жизни человека и его состоянием здоровья. Вся китайская традиционная медицина построена на совершенно иных принципах, нежели западная и цигун играет в ней одну из главных ролей.

## Критика
Цигун считается частью альтернативной медицины, предположения о его положительном воздействии при лечении различных заболеваний базируются в основном на низкокачественных исследованиях???? https://cyberleninka.ru/article/n/vliyanie-tsigun-baduantszin-na-snizhenie-riska-padeniy-u-pozhilyh-lyudey
По результатам этих исследований в настоящее время невозможно сделать вывод об эффективности цигуна.
Некоторые исследователи скептически относятся к некоторым характеристикам цигуна и называют его предметом лженауки. Кроме того, происхождение и природа практики цигун привела к заблуждениям и злоупотреблениям. Злоупотребления практикой цигуна привели к образованию культов и появлению психических расстройств.